# Peak District

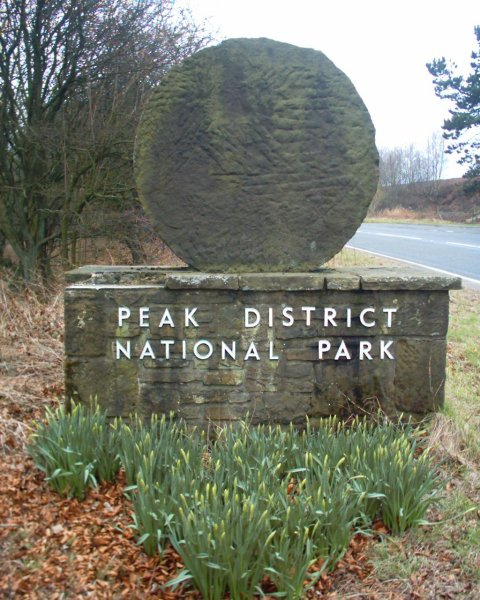
Peak-District-Eingangsstein an der Hathersage Road, Sheffield.

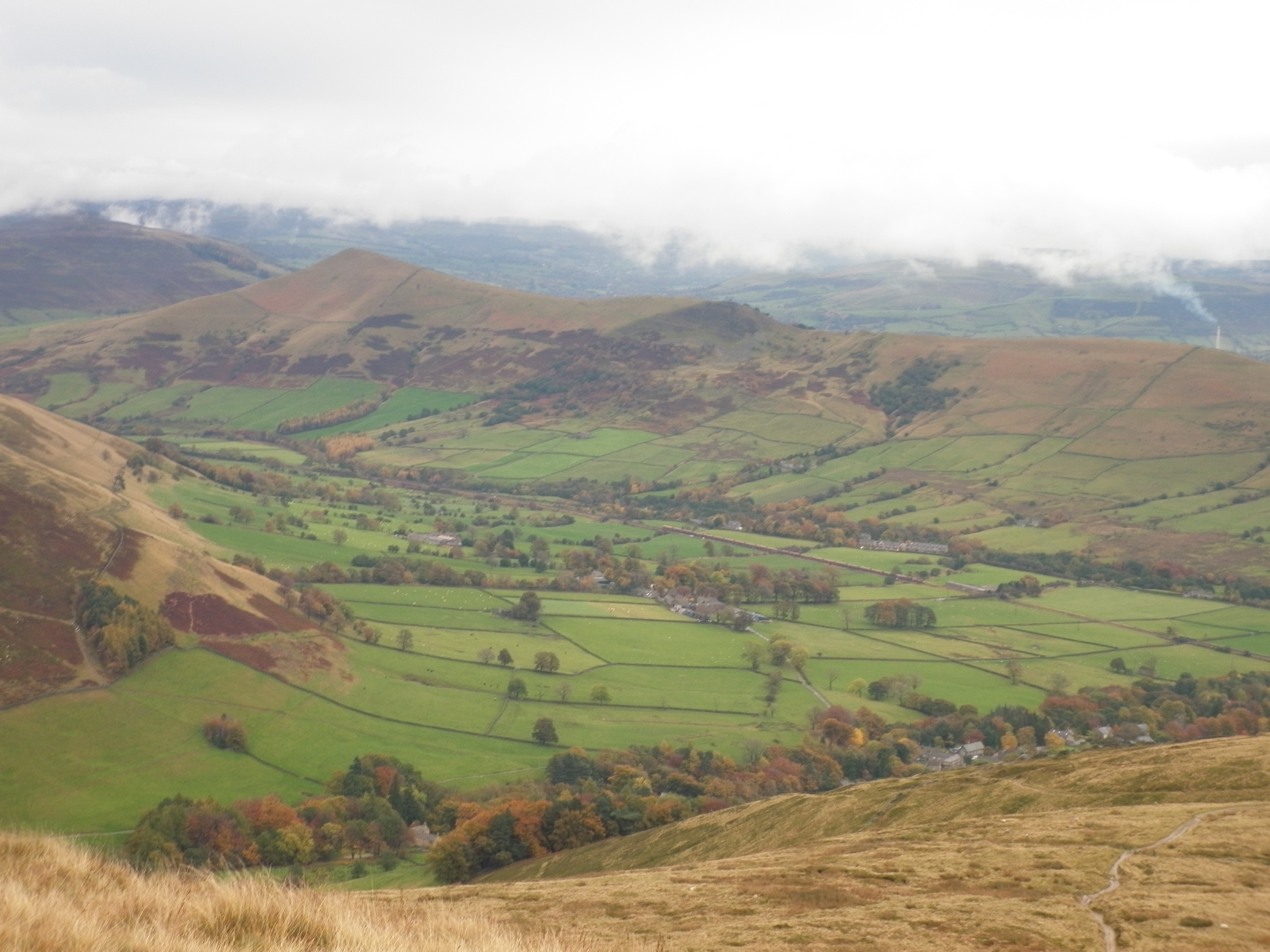
Aussicht beim Wandern im Peak District

Der Peak District ist ein Hochland-Gebiet in Zentral- und Nordengland. Der Peak District bildet das südliche Ende der Pennines. 

## Geographie und Geschichte
Große Teile des Gebietes liegen über 300 m, der höchste Punkt ist der Gipfel des Kinder Scout mit 636 m. Der Peak District wird traditionell unterteilt in den Bereich „Dark Peak“ im Norden, der von Mooren und Sandstein geprägt ist, und den „White Peak“, der von Kalkstein dominiert wird. Der Großteil der Bevölkerung lebt im White Peak. Verwaltungstechnisch erstreckt er sich hauptsächlich über Derbyshire. Teile des Peak District liegen auch in Cheshire, Staffordshire sowie South und West Yorkshire.
Der Peak District liegt in der Nähe großer städtischer Ballungsräume wie Manchester, Huddersfield, Leeds, Sheffield, Derby und Stoke-on-Trent. 
Der größte Teil des Peak District wurde 1951 zum ersten Nationalpark des Landes.
In einem als Stanton Moor bekannten Gebiet im Peak District finden sich vier Megalithanlagen (z. B. Five Wells). Dort befinden sich nördlich von Birchover der Doll Tor und die Nine Ladies, zwei Steinkreise aus der Bronzezeit.